# Democratic Unionist Party

Nordirlands mandat till Brittiska underhuset i valen 1997-2019.

The Democratic Unionist Party (DUP) är ett nordirländskt politiskt parti. Partiet betecknar sig som unionistiskt och nationalkonservativt.
Partiet grundades 1971 av Ian Paisley och Desmond Boal och andra medlemmar av Protestant Unionist Party. Ian Paisley var partiledare fram till 2008 och efterföljdes av Peter Robinson. Sedan 2021 är Edwin Poots partiledare. Efter valet 2003 blev partiet det största i Nordirland. Det var första gången som Ulster Unionist Party inte blev det ledande unionistpartiet.
DUP fick i valet 2015 8 ledamöter i brittiska underhuset (av 18 ledamöter från Nordirland).  I valet 2017 fick de 10 ledamöter och blev stödparti till Regeringen May II.